# 5522 De Rop
Az 5522 De Rop (ideiglenes jelöléssel 1991 PJ5) a Naprendszer kisbolygóövében található aszteroida. Eric Walter Elst fedezte fel 1991. augusztus 3-án.